# El Molinet (Sant Martí Sarroca)
El Molinet és una obra de Sant Martí Sarroca (Alt Penedès) protegida com a Bé Cultural d'Interès Local.

## Descripció
Masia de tipus basilical, composta de planta baixa, pis i golfes, amb portal d'entrada d'arc de mig punt adovellat, finestres al primer pis i galeria d'arcades de mig punt a les golfes. Baluard i edificacions agrícoles properes. Els marcs de les obertures estan pintats de vermell, la qual cosa fa l'edifici singular i cridaner. A la part posterior s'hi disposava la maquinària del molí.